# Moore (Washington)
Moore az Amerikai Egyesült Államok északnyugati részén, Washington állam Douglas megyéjében elhelyezkedő kísértetváros.
Moore postahivatala 1892 és 1911, majd 1913 és 1955 között működött. A település névadója J. Robert Moore postamester.

## Fordítás
Ez a szócikk részben vagy egészben  a   Moore, Washington című angol Wikipédia-szócikk ezen változatának fordításán alapul.  Az eredeti cikk szerkesztőit annak laptörténete sorolja fel. Ez a jelzés csupán a megfogalmazás eredetét és a szerzői jogokat jelzi, nem szolgál a cikkben szereplő információk forrásmegjelöléseként.